# Kuno Thassilo von Auer
Kuno Thassilo von Auer (28 tháng 7 năm 1818 tại Königsberg, Đông Phổ – 24 tháng 12 năm 1895 cũng tại nơi mà ông sinh ra) là một sĩ quan quân đội Phổ, đã được phong đến quân hàm danh dự (Charakter) Thiếu tướng.
Ông là con trai của Thiếu tướng Kasimir von Auer (1788 – 1837) và người vợ của ông này là Friederike Leopoldine Ferdinande von Kleist.
Vào năm 1835, trên tư cách là lính pháo thủ, Auer gia nhập Trung đoàn Phóng lựu "Vua Friedrich Wilhelm I" (số 2 Đông Phổ) số 3. Sau đó, ông được đổi sang Tiểu đoàn Lehrinfantriebataillon vào năm 1843. Vào năm 1855, ông được thăng cấp Đại úy, đến năm 1856 ông được bổ nhiệm làm sĩ quan phụ tá (Adjutant) của Tổng tham mưu trưởng. Vào năm 1865, ông được lãnh một chức Tiểu đoàn trưởng (Bataillonskommandeur) trong Trung đoàn Bộ binh số 18. Năm 1866, ông được lên chức Đại tá và Trung đoàn trưởng (Regimentskommandeur) của Trung đoàn Phóng lựu số 2 "Thái tử". Trên cương vị này, ông đã tham chiến trong cuộc chiến tranh với Áo vào năm 1866. Đến năm 1868, ông được cử vào một chức Trưởng phòng trong Bộ Chiến tranh Phổ, nhưng không lâu sau ông cáo lui về điều hành lãnh địa Goldschmiede, mà ông được hưởng theo chế độ con trưởng thừa kế, ở hạt Samland. Sau khi tham chiến trong cuộc Chiến tranh Pháp-Đức (1870 – 1871), ông được nhận quân hàm danh dự (Charakter) Thiếu tướng.
Ông cũng tham gia chính trị với vai trò là thành viên Đảng Bảo thủ. Ngoài ra, ông cũng tham gia Hiệp hội Altertumsgesellschaft Prussia ở Đông Phổ, và là "Chủ tịch" (Obervorsteher) của Lâu đài Königshalle (Königsberg).

## Gia đình
Vào ngày 7 tháng 11 năm 1849, ông thành hôn với Charlotte von Plocki (24 tháng 1 năm 1831 – 22 tháng 4 năm 1907). Trong số những người con của họ có:
- Friedrich Wilhelm von Auer (18 tháng 10 năm 1864 – 3 tháng 1 năm 1918), một tướng lĩnh, tử trận ở Vrigny tại Pháp trong cuộc Chiến tranh thế giới thứ nhất.